# François Vatel
François Vatel, pseudonimo di Fritz Karl Watel (Tournai, 17 gennaio 1631 – Chantilly, 24 aprile 1671), è stato un cuoco e pasticciere francese.

## Biografia

### I primi anni
Nato a Parigi da famiglia di origini svizzere, a 15 anni iniziò l'apprendistato nella pasticceria-gastronomia di proprietà di Jehan Heverard, padrino di suo fratello.

### Al servizio di Fouquet
A 22 anni fu preso a servizio da Nicolas Fouquet, sovrintendente alle finanze del regno di Francia, durante la minore età di Luigi XIV. In questo periodo Vatel si specializzò anche nell'organizzare feste e banchetti e, incaricato da Fouquet di provvedere all'inaugurazione del castello di Vaux-le-Vicomte si pensa, erroneamente, che creò per quell'occasione la ricetta della famosa crema chantilly. 
La ricchezza di Fouquet gli consentiva di servire le portate in piatti d'oro massiccio il che, anche a detta dei cortigiani dell'epoca, aumentava di molto lo splendore delle prelibatezze che Vatel preparava per essere portate in tavola. 
Fouquet stava però diventando un personaggio scomodo per lo stesso Luigi XIV, che intendeva liberarsi di ogni concorrente non solo a livello di potere ma anche a livello di splendore e ricchezza. Il re decise pertanto di arrestare Fouquet il 5 settembre 1661 con l'accusa di corruzione segregandolo in carcere a vita e sostituendolo nel suo ruolo politico e amministrativo con Jean-Baptiste Colbert.

### Al servizio delGran Condé

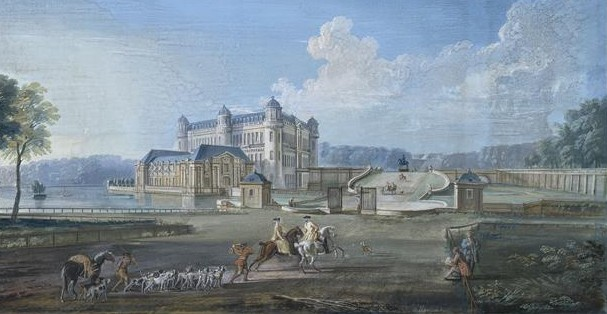
Il Castello di Chantilly.

Temendo di essere arrestato insieme a Fouquet, François Vatel fuggì in Inghilterra, viaggiando anche attraverso le Fiandre. Fece ritorno in Francia quando, assieme agli altri domestici del palazzo, ebbe l'assicurazione del re che non sarebbe stato arrestato, ma anzi che sarebbe stato trasferito alla Reggia di Versailles e lì impiegato. 
A corte, Vatel viene assunto da Luigi II di Borbone-Condé, principe di Condé, venendo assegnato al castello di Chantilly, in onore del quale rinominerà la crema sopracitata, in occasione della nomina del principe ad intendente generale del castello. 
Nel 1663 il Gran Condé lo nominò contrôleur général de la Bouche (controllore generale dei pasti) della sua corte personale, rendendolo responsabile dell'acquisto e della fornitura delle vivande per i sontuosi pranzi del principe.
Nel 1671, dopo diversi anni di attesa e di importanti lavori di restauro sul suo castello, il principe di Condé (caduto in disgrazia dopo il suo ruolo nella Fronda del 1652 che aveva tentato di detronizzare Luigi XIV ancora bambino), si decise sull'orlo della bancarotta a riacquistare i favori del re. Per l'occasione venne organizzata una festa della durata di tre giorni e tre notti con tre sontuosi banchetti per ogni sera. Oltre a Luigi XIV, alla festa presero parte 3.000 membri della corte di Versailles e 600 tra cortigiani minori e servitori. La festa costò al principe 50.000 scudi ma gli valse il totale perdono del re oltre alla sua ammirazione per un così gradito omaggio. Vatel organizzò tutta la festa in soli 15 giorni preparando menu elaborati e spettacolari per stupire la corte reale e ammaliarla con lo splendore di pietanze uniche.

### Il suicidio
La sera di giovedì 23 aprile 1671, gli ospiti delle festività rientravano al castello di Chantilly dopo una battuta di caccia durata l'intera giornata. Quella sera erano previsti un grande banchetto e fuochi d'artificio. Il giorno successivo, 24 aprile 1671, era un venerdì ed era perciò necessario servire in tavola pesce fresco e molluschi. Vatel si era preoccupato che il pesce fosse pescato appena il giorno prima e che, durante la notte, viaggiasse dal porto di Boulogne sino a Chantilly, percorrendo ben 229 km nel tempo più breve possibile. La consegna tuttavia subì dei ritardi e in ogni caso il pescato non risultò sufficiente per tutti gli invitati. Ben conosciuto per la dedizione assoluta al lavoro e la maniacale precisione Vatel, salito nella sua stanza, si suicidò gettandosi contro la sua spada personale, appesa alla parete (secondo altre fonti si tagliò le vene dei polsi). 
Vatel si uccise perché si sentiva responsabile e colpevole fino al disonore, come confidò a Gourville. Il corpo di Vatel venne frettolosamente e discretamente sepolto, per non disturbare i festeggiamenti in corso e il re in particolare. Secondo alcuni storici come Auguste Jal, coloro che seppero della morte di Vatel, per rispetto, esclusero il pesce dai banchetti e consumarono altro. All'epoca il suicidio era peccato mortale per la Chiesa e quindi il corpo non poteva essere seppellito in camposanto, mentre per il Regno di Francia era addirittura un illecito penale, e quindi non andava sepolto ma gettato insieme ai rifiuti. Tuttavia, si sa per certo, grazie alle carte d'archivio di Vineuil-Saint-Firmin, che il suo corpo fu sepolto e questo grazie all'indulgenza del re di Francia. Aveva solo 40 anni.

## Cultura di massa
La sua figura è stata rappresentata nel film biografico Vatel uscito nel 2000 con la regia di Roland Joffé, con Gérard Depardieu che interpreta il ruolo del protagonista.
Un riferimento al suicidio di Vatel è presente nel romanzo Todo modo di Leonardo Sciascia.